# Hold Me in Your Arms (album)
A Hold Me In Your Arms Rick Astley második stúdióalbuma, mely 1988-ban jelent meg az RCA kiadónál. A lemezt 2010-ben ismét kiadták, melyen remixek is helyet kaptak.

## Előzmények
Az album elkészítésében, és a dalok írásában a Stock Aitken Waterman producerek mellett Astley, Phil Harding, Ian Curnow is közreműködött, akik a dalok remixeit készítették el, de Daize Washbourn is közreműködött. Az album kiadása a stúdióban lévő tűzeset miatt néhány hónapot késett, mivel Astley felvételeinek egy része megsemmisült a tűzvészben. A Hold Me in Your Amrs című második stúdióalbum az utolsó közös munka a szerzőkkel, mivel Astleynek túlságosan elege lett a szépfiú szerepből, és egy teljesen önálló, eredetibb albumot készítsen a közeljövőben. Így jelent meg 1991-ben a Free című album, mely zenei stílusában teljesen más volt.
Az album méltán sikeres volt, és folytatta a debütáló album sikerét, melyről három kislemez lett Top 10-es helyezett. Az album platina és arany státuszt kapott, bár nem produkált akkora eladást, mint első Whenever You Need Somebody című albuma.

## Kislemezek
Az albumról kimásolt kislemezek mind Stock Aitken Waterman produkciók voltak, bár a She Wants to Dance with Me című dalt maga Astley írta, mely világsláger volt, és Európa számos országában is benne volt a legjobb 10 helyezett között. A Take Me to Your Heart és Hold Me in Your Arms című dalok voltak a következő dalok, melyek kislemezen is megjelentek, majd ezt követte a Giving Up on Love mely a 2. kimásolt kislemez volt Kanadában és az Egyesült Államokban. Később megjelent Európában is a 4. kislemezként. Az utolsó kimásolt dal az Ain't Too Proud to Beg című The Temptations feldolgozás volt, mely Amerikában és Japánban a 3. kislemezként jelent meg.

## Megjelenések
LP  US RCA – 8589-1R

Minden dalt Rick Astley, írt, amelyet nem, azt külön jelezzük

1. "She Wants to Dance with Me" – 3:14
2. "Take Me to Your Heart" (Stock Aitken Waterman) – 3:27
3. "I Don't Want to Lose Her" (Stock Aitken Waterman) – 3:31
4. "Giving Up on Love" – 4:01
5. "Ain't Too Proud to Beg" (Holland, Whitefield) – 4:19
6. "Till Then (Time Stands Still)" (Stock Aitken Waterman) – 3:14
7. "Dial My Number" – 4:09
8. "I'll Never Let You Down" – 3:55
9. "I Don't Want to Be Your Lover" – 3:58
10. "Hold Me in Your Arms" – 4:32

Bónusz dalok 2010 megjelenés
1. My Arms Keep Missing You	3:14
2. I'll Be Fine	3:44
3. She Wants to Dance with Me (Extended Mix) 7:14 Remix – Phil Harding
4. Take Me to Your Heart (Autumn Leaves Mix) 6:38 Remix – Dave Ford
5. My Arms Keep Missing You (The No L Mix) 6:46 Remix – Phil Harding
6. Hold Me in Your Arms (Extended Mix) 7:37 Remix – Phil Harding
7. Rick's Hit Mix (Megamix) 5:49 DJ Mix – Tony King

The Remixes
1. My Arms Keep Missing You (The "Where's Harry?" Remix) 3:15 Remix – Pete Hammond
2. Giving Up on Love (7" R&B Mix) 4:07 Remix – Phil Harding & Ian Curnow
3. She Wants To Dance With Me (Bordering On A Collie Mix) 6:04 Remix – Phil Harding
4. Take Me To Your Heart (The Dick Dastardly Mix) 6:59 Remix – Pete Hammond
5. Hold Me In Your Arms (Hold Me In Your Prayers Mix) 6:53 Remix – Tony King
6. Giving Up on Love (12" R&B Extended Mix) 7:08 Remix – Phil Harding & Ian Curnow
7. My Arms Keep Missing You (Bruno's Mix) 6:15 Remix – Pete Hammond
8. She Wants To Dance With Me (US Remix) 5:42 Remix – Pete Hammond
9. Giving Up on Love (12" Pop Extended Mix) 7:18 Remix – Phil Harding & Ian Curnow
10. She Wants to Dance with Me (Dave Ford Remix) 5:00 Remix – Dave Ford
11. My Arms Keep Missing You (Dub) 4:54 Remix – Phil Harding
12. Giving Up on Love (12" Dub Mix) 5:00 Remix – Phil Harding & Ian Curnow
13. She Wants to Dance with Me (Instrumental)	4:53
14. Take Me to Your Heart (Instrumental)	3:27

## Eladások
| Ország                           | Minősítés  | Eladás  |
| -------------------------------- | ---------- | ------- |
| Kanada (Music Canada)            | 2× Platina | 200,000 |
| Németország (BVMI)               | Arany      | 250,000 |
| Svájc (IFPI)                     | Arany      | 25,000  |
| Egyesült Királyság (BPI)         | Platina    | 300,000 |
| Amerikai Egyesült Államok (RIAA) | Arany      | 500,000 |
| Hongkong (IFPI Hong Kong)        | Arany      | 10,000  |
| Spanyolország (PROMUSICAE)       | 2x Platina | 200,000 |

## Slágerlista
| Chart (1988–1989)                       | Peak position |
| --------------------------------------- | ------------- |
| Ausztrália                              | 19            |
| Ausztria                                | 30            |
| Kanada                                  | 3             |
| Hollandia                               | 42            |
| Franciaország                           | 28            |
| Németország                             | 3             |
| Új-Zéland                               | 28            |
| Spanyolország                           | 5             |
| Svédország                              | 7             |
| Svájc                                   | 11            |
| Egyesült Királyság                      | 8             |
| Amerikai Egyesült Államok Billboard 200 | 19            |